# Saugschnecke
Eine Saugschnecke ist bei Hackschnitzel- oder Pelletheizungen  eine Schneckenförderanlage, die mit einer Sauganlage kombiniert wird. Die Saugschnecke arbeitet nach dem Prinzip der archimedischen Schraube, saugt also selbst nicht, sondern befördert die Holzschnitzel oder Pellets mechanisch aus dem Lagerraum zu einem Saugsystem, wo sie durch Luftströmung in den Heizkessel gesaugt werden. Gegenüber reinen Saugsystemen, die die Pellets direkt aus dem Lagerraum saugen, stellen Schneckensysteme engere Anforderungen an die Raumaufteilung, da der Transport in gerader Linie nach schräg oben erfolgen muss.